# Newman-Kwart-omlegging
De Newman-Kwart-omlegging is een organische reactie waarbij een O-aryl-thiocarbamaat omgelegd wordt tot een S-aryl-thiocarbamaat:
Dit is een intramoleculaire omlegging, waarbij de arylgroep migreert van het zuurstofatoom naar het zwavelatoom. De reactie is genoemd naar de ontdekkers ervan, Melvin Spencer Newman en Harold Kwart, die ze in 1966 beschreven.
De reactie gaat op bij hoge temperatuur in de gasfase, of in oplossing onder bestraling met microgolven.

## Reactiemechanisme
De Newman-Kwart-omlegging is intramoleculair en verloopt via een vierringintermediair, waarbij de positieve lading van het ontstane carbokation wordt gestabiliseerd door resonantie met het vrij elektronenpaar op stikstof.

## Toepassingen
De Newman-Kwart-omlegging wordt veel toegepast om thiofenolen te bereiden uitgaande van de corresponderende fenolen. Het fenol (1) wordt eerst met een thiocarbamoylchloride (2) omgezet in een O-thiocarbamaat (3), dat daarna de Newman-Kwart-omlegging ondergaat. Het resulterende S-thiocarbamaat 4 wordt dan gehydrolyseerd met natronloog zodat het thiofenol 5 wordt verkregen.